# Óon

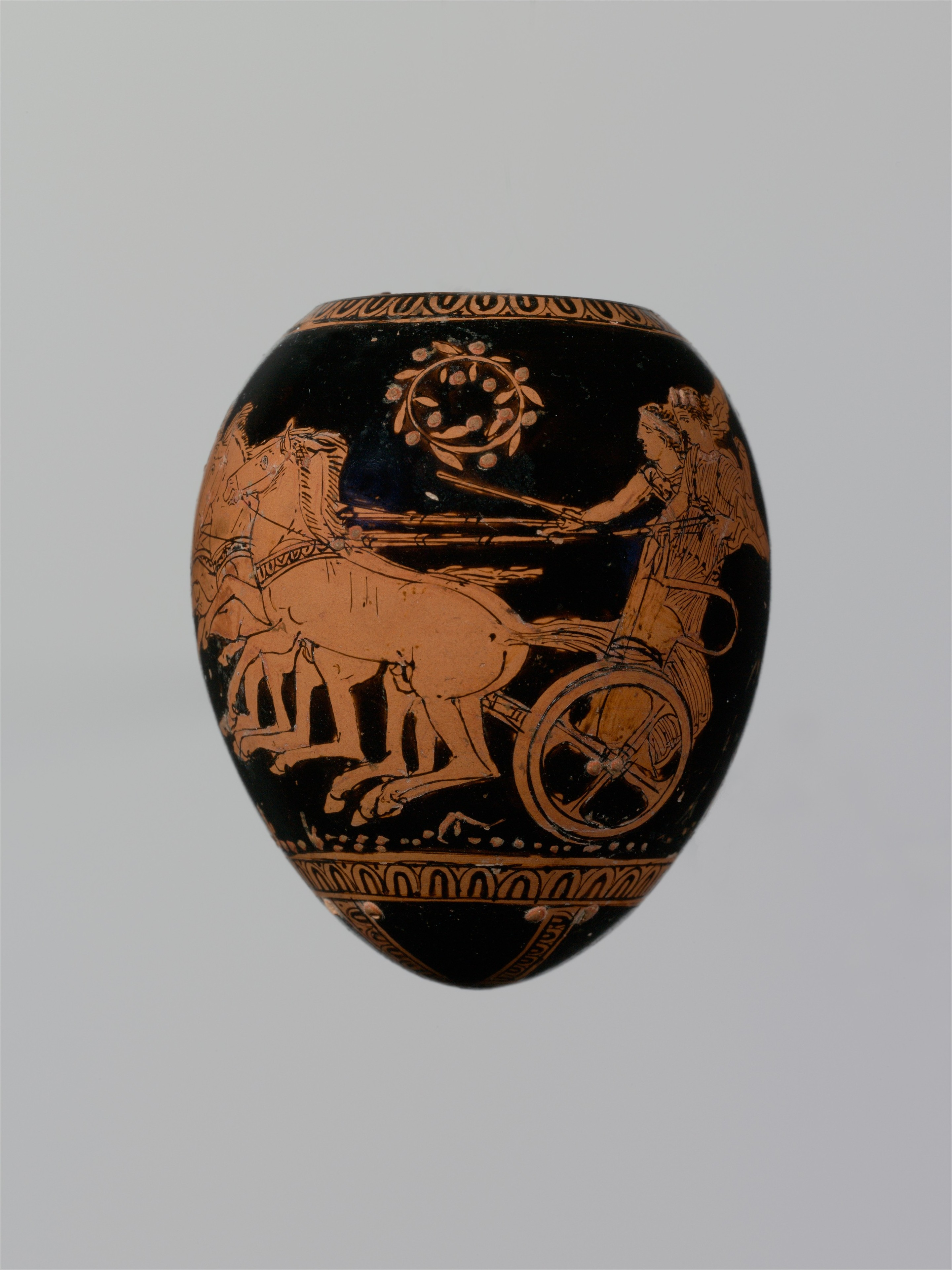
Óon de figuras rojas, c. 420–410 a. C., Paris y Helena en un carro de cuatro caballos, Museo Metropolitano de Arte, Nueva York.

Óon (en griego antiguo: ὠόν, romanizado: ōon, ’huevo’) es una antigua vasija de cerámica con forma de huevo. Se la conoce como vaso, especialmente en la cerámica griega.
El óon, un recipiente ovalado con una abertura más pequeña, con o sin base, se utilizaba principalmente como ofrenda funeraria. Solía ser de poco tamaño (de unos 5 a 10 cm) y estaba decorado con escenas figurativas sencillas (de figuras negras o rojas) o con ornamentos.Además  estos pequeños vasos de cerámica (datados de principios del siglo V a. C.), ocasionalmente se han encontrado en tumbas mármol, terracota o incluso huevos auténticos.  El óon era un tipo de vaso bastante raro. Presumiblemente, se utilizaban para almacenar aceites perfumados u otras fragancias. Al igual que los huevos auténticos, se depositaban en tumbas, entre otros lugares.
El ōon nunca estuvo muy extendido en la antigua Grecia.
Un interesante óon ateniense de figuras rojas con una representación (ahora conservado en el Museo Metropolitano de Arte) se interpreta como el rapto de Helena  por el príncipe Paris. La forma de este vaso es muy apropiado, porque según una versión, Helena, junto con Clitemnestra y los hermanos Cástor y Pólux, nacieron de un huevo puesto en la orilla del mar.

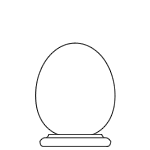
La forma del Óon.
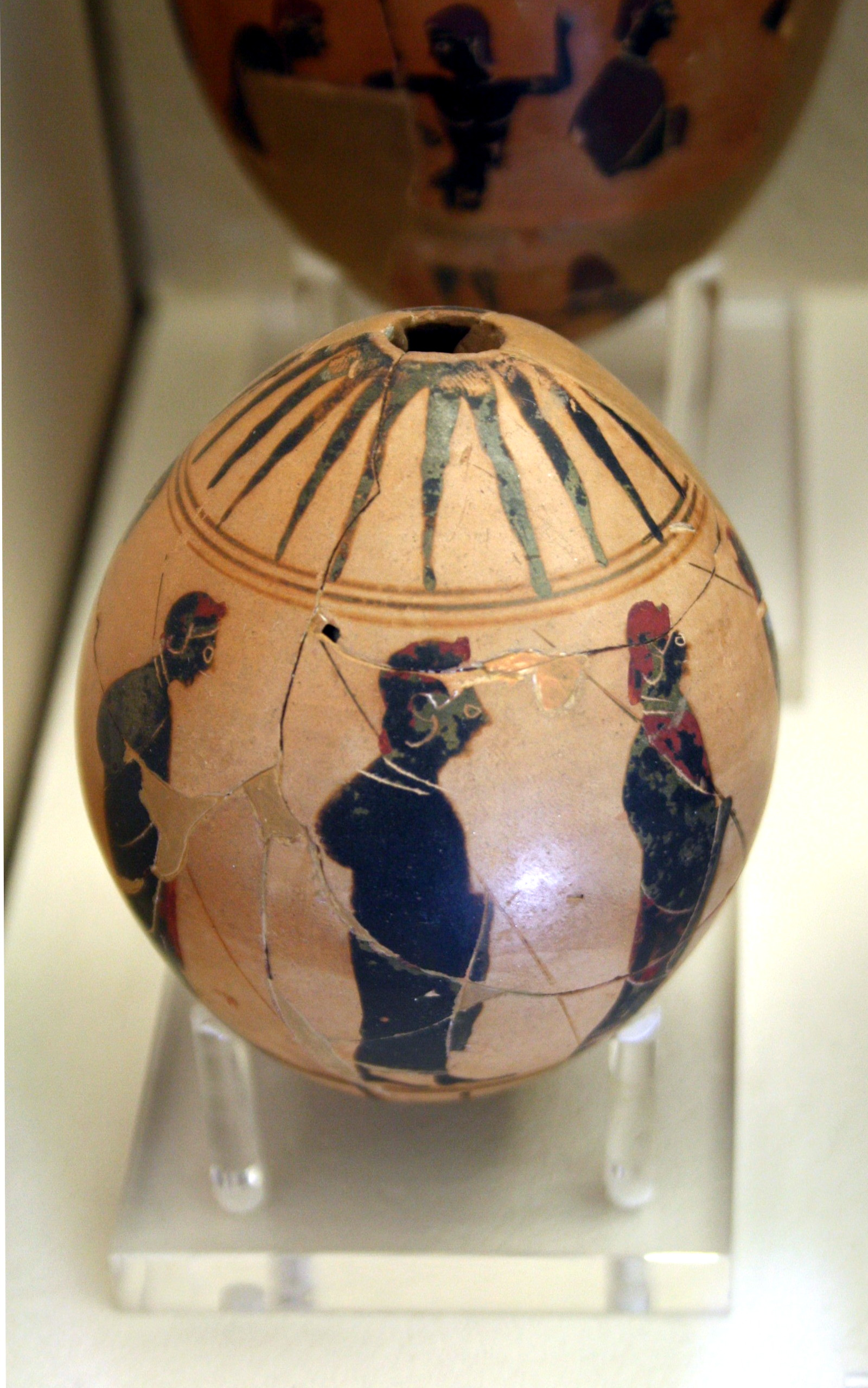
Óon, siglo V a. C.
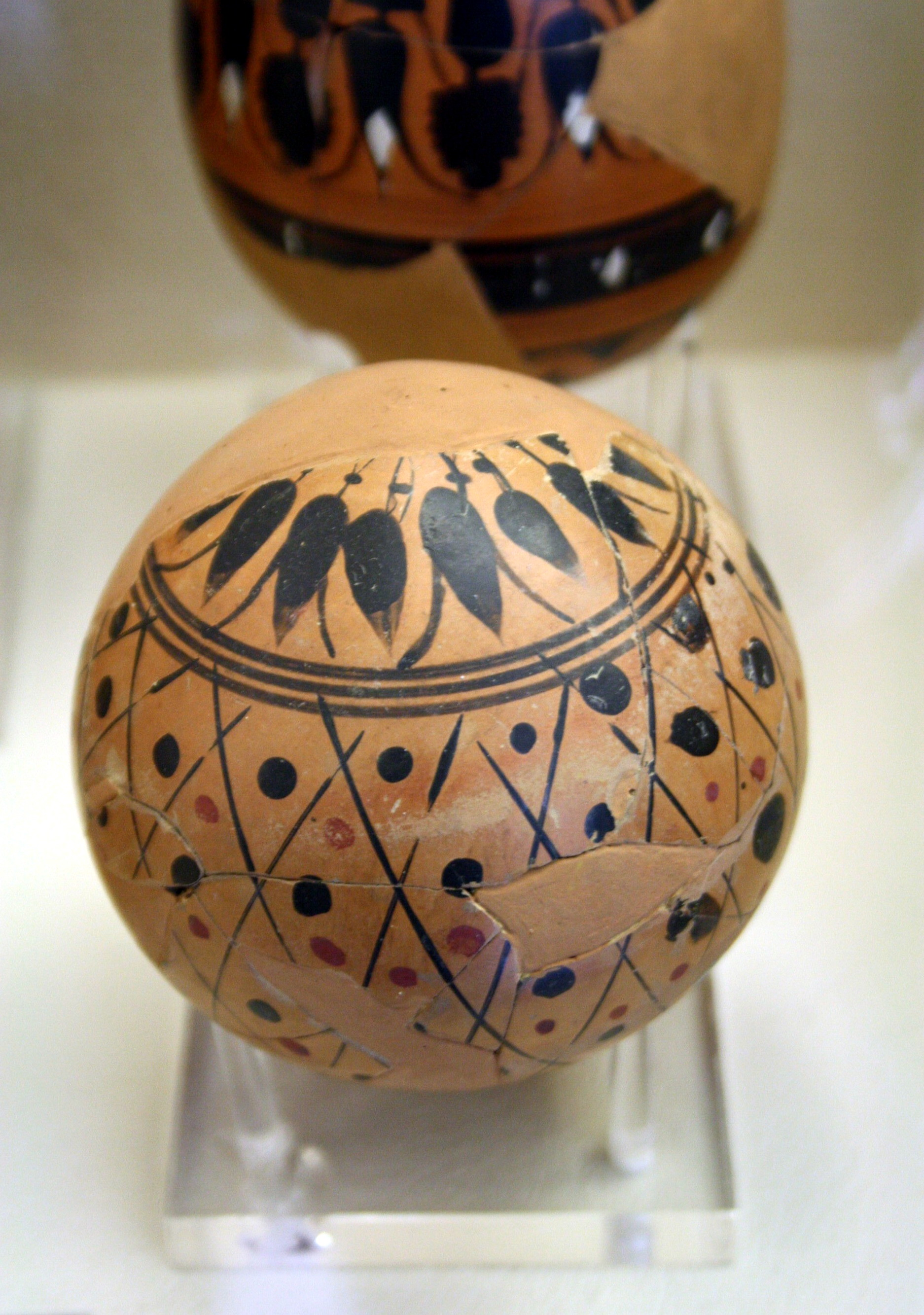
Óon, siglo V a. C.